# National Wrestling Alliance
A National Wrestling Alliance (NWA) é um órgão de luta livre profissional que foi anteriormente o corpo governante da esporte nos Estados Unidos, e atualmente uma promoção de wrestling independente.
A NWA funciona desde 1948, onde servia como o corpo governante da luta livre profissional nos Estados Unidos e até no mundo. A NWA operava um sistema territorial que sancionava os campeonatos, ao mesmo tempo em que reconhecia um campeão mundial singular que defendia seu título em todos os territórios, além de atuar como operadora dos lutadores e companhias do sistema de territórios regionais. O título mais prestigioso e tradicional é o NWA World Heavyweight Championship.
Em 1960 o território de Nova Iorque, a Capitol Wrestling, se separou da NWA e passou a reconhecer seu próprio campeão mundial, se renomeando para World Wide Wrestling Federation (que depois viria a se tornar a WWE). Apesar de continuar o principal órgão na década de 1970. Em 1980, World Wrestling Federation (WWF) expandiu nacionalmente, que levou a falência e fechamento de muitos dos territórios da NWA. Em setembro de 1993, a maior promoção-membro remanescente, a World Championship Wrestling (WCW) deixou a NWA. A partir daí os títulos da NWA eram licenciados para promoções independentes que queriam um título mundial associado ao prestígio da NWA, por exemplo, a Total Nonstop Action (TNA), operou o título de 2002 até 2007.
Em 2017, a NWA foi adquirido pelo músico Billy Corgan, que fez a transição da NWA de um órgão sancionador para uma promoção independente.

## História

### Década de 1940
Antes da fundação da NWA em 1948, existiam diversas promoções regionais de luta profissional em toda a América do Norte (cada uma promovendo seu próprio "campeão mundial"). Nenhuma delas, no tenta, era apoiada ou reconhecida fora de suas respectivas áreas geográficas. O conceito de NWA foi consolidar os campeonatos destas empresas regionais em um verdadeiro campeonato mundial da luta profissional, cujo titular seria reconhecido em todo o mundo. Em 1948, Paul "Pinkie" George, um promotor do centro-oeste, fundou a versão original da National Wrestling Alliance, com o apoio de outras cinco promotores (Al Haft, Tony Strecher, Harry Luz, Orville Brown e Sam Muchnick). Este recém-formado conselho administrativo da NWA queria que Brown fosse o primeiro Campeão Mundial da NWA. Durante o reinado do segundo campeão, Lou Thesz (1949-1956), o título foi unificado com vários campeonatos anteriormente reconhecidos como mundiais, como os promovidos conjuntamente pela National Wrestling Association e pela American Wrestling Alliance (em Boston), além de uma outra versão promovida a partir do Auditório Olímpico de Los Angeles. Isto legitimou afirmação da NWA de que seu título era o campeonato mundial unificado. Sua linhagem continua até os dias de hoje.
Os membros da NWA dividiram a América do Norte, assim como o Japão, em territórios em que cada promotor estaria autorizado a operar. Ter um território significava que nenhum outro membro da NWA poderia promover eventos na área determinada, a menos que possuísse permissões especiais. Existe notícias de que ameaças de violência e retaliação eram feitas à promotores e lutadores que tentassem burlar o sistema de territórios. Se qualquer membro quebrasse as regras, poderia ser expulso, arriscando perder a presença de lutadores conhecidos nacionalmente. Para a maioria dos promotores sob o guarda-chuva da NWA, os benefícios de adesão valiam os problemas. Normalmente, o território do presidente ativo da NWA era o principal território de toda a aliança.
Além da vantagem de ter outras promoções para auxiliar no caso de um intruso no território, cada região também recebia a periódica visita do Campeão Mundial dos Pesos-Pesados da NWA. O campeão não possuía um "território principal", mas em vez disso, viajava de território para território, defendendo o título contra as principais estrelas de cada região. Numerosos ex-campeões comentavam que o principal objetivo era fazer com que as principais estrelas de cada território fossem bem-vistas, dando a impressão que aqueles heróis locais tinham o potencial de ser o campeão. Muitos promotores divulgariam a presença do campeão com semanas ou meses de antecedência, tornando a defesa do cinturão mais lucrativo. Além disso, cada promoção-membro da NWA geralmente produzia um programa de televisão, que ia ao ar no seu território apenas, o que significa que os fãs locais só viam o campeão mundial quando ele ia à sua área, não o ano todo. Não era só o campeão que iria viajar territórios; muitas vezes os lutadores de uma área diferente entrariam em um território (muitas vezes os vilões / "bandidos") para criar histórias com os heróis locais. Além disso, se os fãs locais já haviam se cansado de um lutador, ele poderia ir para uma área totalmente nova e realizar o mesmo ato para novos públicos, que veriam como novidade.

### Décadas de 1950 e 1960
Ao tornar-se o roteirista ("booker") para Lou Thesz em 1950, Muchnick, que era o chefe do St. Louis Wrestling Club, tornou-se o novo Presidente da NWA Presidente e manteve essa posição até 1960.
Em meados da década de 1950, graves disputas estouraram dentro da NWA. Havia problemas de antitruste com o governo e houve uma série de facções concorrentes que queriam substituir Thesz como campeão por diferentes lutadores, como Verne Gagne. O caso antitruste originou o infame Decreto de Consentimento da NWA de 1956, na U.S. v. National Wrestling Alliance. Também houve controvérsias sobre o número de datas em que o campeão deveria lutar em várias partes do país. A primeira quebra dentro da organização ocorreu em 1957, quando o promotor de Montreal Eddie Quinn abandonou o encontro de agosto da NWA em St. Louis. Quinn discutiu com Muchnick sobre uma série de questões. Quinn foi um parceiro no território de St. Louis e discordava com a forma como ele estava sendo gerido, e também estava com raiva de Muchnick por este manter negócios com o promotor (e rival de Quinn) Jack Pfefer. Quando Quinn abandonou a reunião, o lutador Édouard Carpentier estava em uma história onde ele e Lou Thesz estavam ambos sendo apresentados como campeões. Isso ocorreu após Carpentier conseguir uma vitória disputada sobre Thesz em 14 de junho de 1957, e alguns dos promotores da NWA considerarem uma legítima mudança de título, enquanto outros não. A ideia original era transformar o conceito do "campeão contestado" em uma luta de alto perfil entre Carpentier e Thesz. Quando Quinn deixou a NWA, Muchnick anunciou que Carpentier nunca tinha sido um campeão oficial, não tendo nenhuma reividicação sobre o título.

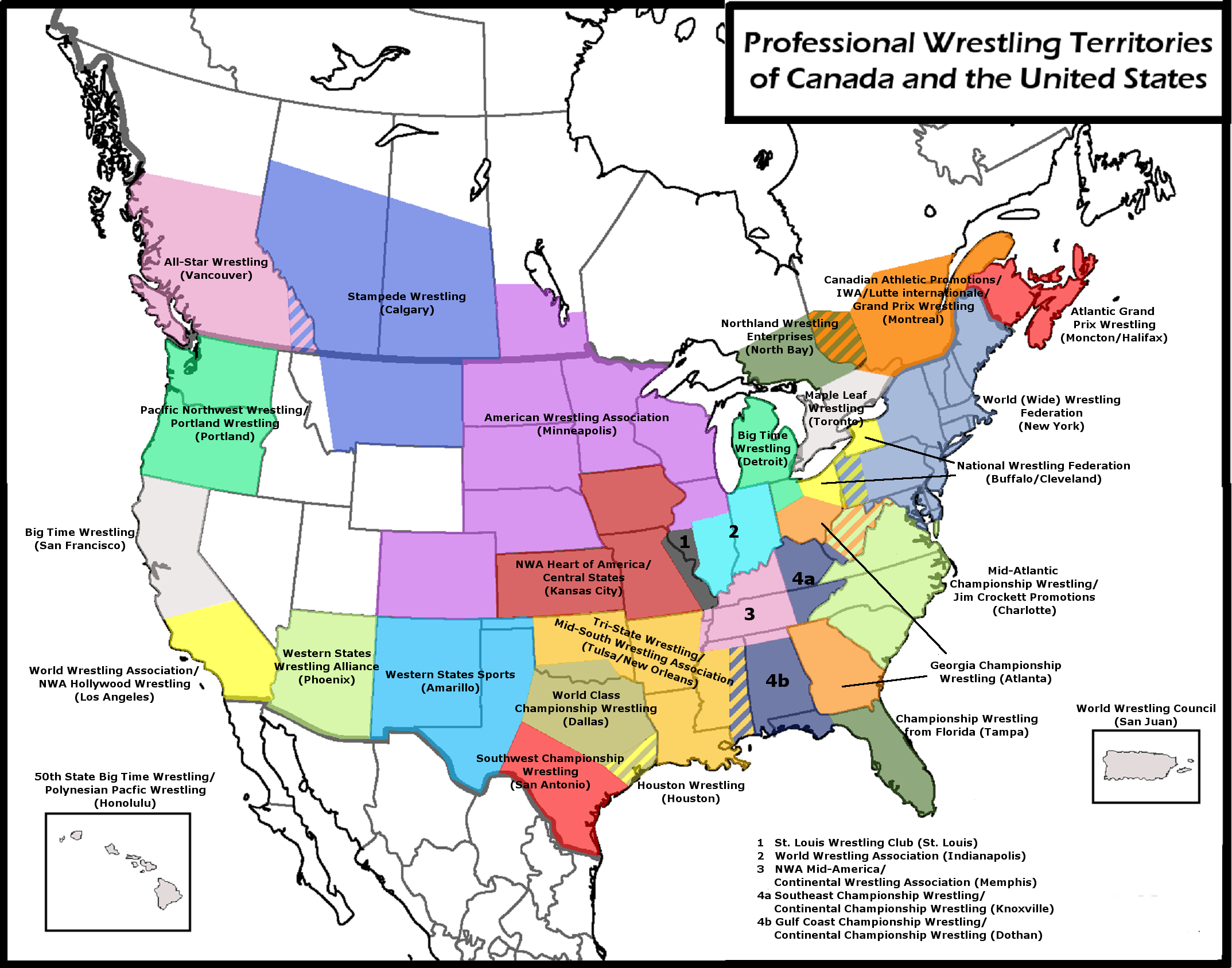
O antigo sistema de territórios da NWA na América do Norte.

Depois, Quinn viu as possibilidades financeiras na situação com Carpentier e começou a negociar com facções dentro da NWA, alguns territórios como Boston (AAC/Big Time de Wrestling), Nebraska e Los Angeles (NAWA/WMA), para que continuassem a reconhecer Carpentier como campeão. Ele se ofereceu para fazer com que Carpentier perdesse o título para um dos possíveis próximos campeões, lhes dando uma reivindicação por um título mundial caso eles decidissem deixar a NWA. A AAC reconheceu Killer Kowalski como campeão mundial quando ele derrotou Carpentier em Boston, e Nebraska reconheceu Verne Gagne como campeão quando ele derrotou Carpentier em Omaha (depois de ganhar o cinturão, Gagne tentou por dois anos resolver as coisas com a NWA, mas finalmente deixou a organização em 1960, formando o American Wrestling Association (AWA). A vitória de Gagne sobre Carpentier foi usada para legitimar o status de campeonato mundial do título da AWA). NAWA/WMA reconheceu Freddie Blassie como campeão quando ele derrotou Carpentier em 1961. A promoção, em seguida, deixou a NWA e tornou-se oficialmente a Worldwide Wrestling Associates (WWA) até retornar à NWA em 1968.
O substituto de Muchnick na presidência da NWA em 1960 foi Frank Tunney, de Toronto. Ele por sua vez foi sucedido por Fred Kohler, que foi o principal roteirista ("booker") para o novo campeão mundial da NWA, "Nature Boy" Buddy Rogers. Rogers havia derrotado Pat O'Connor, em 1961, na frente de um público recorde de mais de 36.000 fãs em Comiskey Park, em Chicago. Em outubro de 1962, Rogers derrotou Kowalski em uma partida promovida por Doc Karl Sarpolis, promotor da NWA no território de Amarillo, Texas, e Sarpolis tornou-se presidente como resultado. No dia 24 de janeiro de 1963, no Maple Leaf Gardens, em Toronto, Lou Thesz derrotou Rogers e foi declarado campeão. Após o evento, no entanto, o promotor do nordeste Vincent J. McMahon se recusou a reconhecer a mudança de título e retirou-se da NWA, fundando a World Wide Wrestling Federation (WWWF, agora WWE) com Rogers como o estrela. A WWWF reconheceu Rogers como seu primeiro campeão mundial em abril de 1963. Embora ambos Gagne e McMahon promovessem seus próprios campeões mundiais, suas promoções continuaram a ter representantes na conselho administrativo da NWA e regularmente trocavam talentos com promoções-membros.

### Declínio do sistema de territórios
Na década de 1980, fitas de vídeo etelevisão por cabo abriram caminho para a eventual morte do modelo de negócios inter-regionais da NWA, com os fãs podendo ver as inconsistências na história entre as diferentes regiões. Além disso, a presença de estrelas como o Ric Flair na TV a cada semana fez sua participação especial em cada região menos relevante. Vincent K. McMahon, que tinham comprado a WWF de seu pai em 1982, usou estas tendências para transformar seu território em uma promoção verdadeiramente nacional. Para combater essa ameaça, vários promotores da NWA, juntamente com o AWA, tentaram co-promover eventos sob a bandeira Pro Wrestling USA. Disputas internas sobre o poder e o dinheiro, no entanto, desmoronaram a promoção. A AWA acabou tornando-se proprietária do horário televisivo do grupo na ESPN, o utilizando para promover seus próprios eventos.
Em 1984, McMahon comprou a Geórgia Championship Wrestling (GCW), antes membro da NWA, e a fundiu com a WWF, tomando seu horário televisivo na TBS. Entretanto, para segurar a ameaça da WWF, a Jim Crockett Promotions (JCP), com base em Charlotte, Carolina do Norte, decidiu unificar certos territórios da NWA territórios e lançar-se nacionalmente. Assim, Jim Crockett, Jr. começou a comprar alguns dos outros territórios da NWA ou, em alguns casos, permitiu-lhes morrer tranquilamente e só absorveu seu elenco. Por causa de suas aquisições, e porque ele falhou de forma consistente em equiparar-se ao ambicioso plano de marketing, merchandising e qualidade televisiva da WWF, Crockett estava enfrentando falência em 1988. O proprietário da TBS Ted Turner comprou a JCP e a renomeou World Championship Wrestling (WCW). Com o apoio financeiro de Turner, ela cresceu em uma promoção nacional. Com o tempo, a WCW tornou-se o principal território da NWA, com as versões JCP dos títulos de dupla, estadunidense e televisivo sendo reconhecidos em escala nacional. Até este ponto somente o NWA World Heavyweight Championship e NWA Junior Heavyweight Championship mantinham reconhecimento nacional. A WCW passou a maior parte de 1992 e 1993 reconhecendo e promovendo a os campeões da WCW e da NWA ao mesmo tempo.
Outra promoção que deixou a NWA para operar individualmente foi a Mid-South Sports. Originalmente pertencente a Leroy McGuirk, a promoção foi vendida para Bill Watts em 1979. Em 1986, Watts mudou o nome da promoção paraa Universal Wrestling Federation (UWF) em uma tentativa de expansão a nível nacional, mas acabou sendo comprada pela JCP em março de 1987, após ir à falência.
Em fevereiro de 1986, o promotor Fritz Von Erich retirou a World Class Championship Wrestling (WCCW) da NWA em uma tentativa de transformar o território em uma promoção nacional. Ele uniu-se com outro ex-membro, a Continental Wrestling Association (CWA), e a AWA para tentar competir com a WWF, mas o acordo logo se desfez devido a políticas internas. WCCW e CWA, mais tarde, uniram-se para formar a United States Wrestling Association (USWA), que fechou em 1997. No exterior, aEmpresa Mexicana de Lucha Libre (EMLL), a All Japan Pro Wrestling (AJPW), e a New Japan Pro Wrestling (NJPW) separaram-se da NWA em meados da década de 1980.

### Décadas de 1990 e 2000
Em janeiro de 1991, a WCW oficialmente começou a reconhecer um título mundial próprio, com Ric Flair, que havia derrotado Sting para recuperar o NWA World Heavyweight Championship, como o primeiro detentor do título. Ric Flair simultaneamente foi reconhecido como o campeão mundial da NWA e da WCW, até deixar a WCW após uma disputa salarial com o Presidente da WCW Jim Herd (com o cinturão em sua posse) para se juntar ao elenco da WWF. Ao sair, Flair foi imediatamente destituído do título, mas continuou a ser reconhecido como Campeão Mundial da NWA. Isso causou a separação dos títulos das duas companhias. Oficialmente, ele deixou o campeonato da NWA ao estrear na WWF meses depois. O título ficou inativo até a New Japan Pro Wrestling organizar um torneio para coroar um novo campeão. Em setembro de 1993, a WCW retirou-se completamente da NWA, e, apesar de Flair possui o cinturão físico, não fez menção ao nome da NWA no ar.
Em agosto de 1994, a Eastern Championship Wrestling (ECW), com base na Filadélfia, retirou sua filiação da NWA de maneira surpreendente. Como um dos territórios mais populares do início da década de 1990, a ECW organizou um torneio para coroar um novo campeão mundial da NWA após a WCW deixar o órgão. Na final do torneio, Shane Douglas derrotou 2 Cold Scorpio pelo título. Em seguida, Douglas jogou o cinturão de campeão ao chão, alegando que ele não queria ser o campeão de uma promoção morta "há sete anos" (quando a JCP se tornou WCW). Shane, em seguida, agarrou o cinturão mundial da ECW e se declarou Campeão Mundial da ECW. O proprietário da promoção, Tod Gordon, em seguida, renomeou a empresa como Extreme Championship Wrestling e retirou-se oficialmente da NWA. Este ato destruiu o prestígio restante ligado ao título da NWA.
Após a secessão da WCW em 1993, a NWA não era mais o que um dia foi. Até meados da década de 1990, organização possuía um pequeno número de promoções independentes durante a guerra entre WCW e WWF.

### Década de 2000-2017
Hoje, há ainda um grupo de promotores que mantêm a associação com a NWA, ainda usando o nome da organização, apesar da inexistência de promoções dos "dias de glória" das décadas de 1940–1980.
Para participar da NWA, um promotor deve ter operado por pelo menos um ano em um território incontestado por qualquer outro membro e a sua aplicação deve ser aprovado pelo voto da maioria do Conselho Administrativo—apesar da existência de numerosas exceções a esta norma atualmente dentro da organização. Em agosto de 2005, a presidência da NWA foi dissolvida e os deveres do escritório assumidos pelo Conselho Administrativo após a renúncia de Ernie Todd (NWA: Canadense Wrestling Federation). Em uma publicação em seu website, Todd explicou os motivos por abandonar a NWA e afirmou que iria se juntar a AWA Superstars of Wrestling. Foi anunciado em 10 de outubro de 2005 que o conselheiro legal da NWA Bob Trobich iria se tornar o seu novo Diretor Executivo da organização. Em abril de 2012, David Baucom, promotor da NWA Carolinas, assumiu como Diretor Executivo após a renúncia de Trobich.
Em agosto de 2012, os direitos de nome e marcas registradas da NWA foram dadas à Internacional Wrestling Corp, LLC após um processo contra Trobich, Baucom, e a organização. Uma empresa holding gerenciada pelo promotor R. Bruce Tharpe, de Houston,  processou, alegando fraude na apólice de seguros da NWA. Foi negociado um acordo que transferiu a NWA de Trobich e da Pro Wrestling Organization LLC para o grupo de Tharpe. A nova organização está passando de um modelo de associação para um modelo de licenciamento, o que causou a corta de laços de muitas promoções com a NWA, incluindo Championship Wrestling from Hollywood. CWF Hollywood foi a casa não-oficial do então campeão da NWA (Adam Pearce) e do anterior (Colt Cabana), ambos os quais abandonaram a NWA, com Pearce deixando o título vago.
Em 2013, a NWA re-estabeleceu uma relação com a New Japan Pro Wrestling, onde Bruce Tharpe se tornou um personagem na tela, retratando um vilão gerenciador de lutadores representando a NWA. Desde então, títulos da NWA foram disputados também em eventos da NJPW.

### Era Billy Corgan
Em 2017, o vocalista e guitarrista Billy Corgan da banda The Smashing Pumpkins, um fã de longa data de wrestling anunciou que estava comprando a NWA, incluindo seu nome, direitos, marcas registradas e cinturões. A NWA ficou sob a Lightning One, Inc., uma holding gerenciada por Corgan. Com isso, a NWA cessou de ser oficialmente um órgão regulador e passou a ser uma promoção independente.
O primeiro título disputado foi o NWA World Heavyweight Championship entre Tim Storm e Nick Aldis. Aldis foi derrotado na primeira luta mas ganhou o título na revanche, foi campeão até 2021.
A NWA começou a produzir shows feitos para streaming, a primeira foi a NWA Ten Pounds of Gold para o Youtube. Eventualmente produzindo o NWA Powerr para a serviço de streaming FITE TV.

## Promoções

### Promoções regionais do passado
Várias pequenas promoções que uma vez eram os pilares da NWA deixaram de existir quando a WWF (agora WWE) e WCW cresceram para níveis nacionais. A World Wide Wrestling Federation (agora conhecida como WWE) inicialmente começou na NWA, e conseguiu dominar o território nordeste dos Estados Unidos após deixar a NWA durante década de 1960. A WWWF silenciosamente voltou a organização em 1971, depois de a maior atração da companhia, Bruno Sammartino, deixar a promoção e, até, 1979, os McMahons já haviam deixado a NWA novamente e mudado o nome de sua companhia de World Wide Wrestling Federation (WWWF) para World Wrestling Federation (WWF) no processo. Pacific Northwest Wrestling (PNW) foi um dos principais territórios da NWA até a década de 1980, mas, devido ao envelhecimento do promotor Don Owen e a diminuição do lucro, foi fechada em 1992. Um outro território que já foi considerado um dos principais da NWA foi o do promotor e duas vezes Presidente da NWA Sam Munchnick, o St. Louis Wrestling Club, que funcionou até 1982 e, em seguida, foi vendido para uma promoção que a Jim Crockett Promotions absorveu em 1985, em sua tentativa de criar uma promoção nacional. A NWA Mid-America, gerenciada por Nick Gulas, e a Continental Wrestling Federation, gerenciada pelo Fullers, ambas fecharam na década de 1980. A Southwest Championship Wrestling de San Antonio foi um membro de 1978 até ser comprada por outra promoção, World Class Championship Wrestling (WCCW), em 1985. Quando o lutador e promotor baseado em Detroit Ed Farhat fez várias aparições como The Sheik em um território fora de sua jurisdição, sua promoção Big Time Wrestling foi expulsa da organização por quebrar as regras.
A Ohio Valley Wrestling foi membro até tornar-se território de desenvolvimento da WWF em 2001.
A NWA não está restrita aos Estados Unidos. Em vários momentos, promoções do México, Canadá, Caribe, Japão, Reino Unido e Austrália foram membros. No Canadá, a Maple Leaf Wrestling foi membro da NWA por um longo período, com seu promotor, Frank Tunney, servindo como Presidente da NWA Presidente no início da década de 1960. A Maple Leaf Wrestling retirou-se da NWA quando foi incorporada a WWF em 1984. Outra promoção canadense que manteve-se na organização até ser incorporada à WWF foi a Stampede Wrestling de Stu Hart em Calgary. A empresa foi relançada em 1999, sem filiação com a NWA. A Eastern Sports Association, que só operava durante o verão, abrangia as províncias marítimas de Nova Escócia, Nova Brunswick e Ilha do Príncipe Eduardo. Esta promoção se dissolveu em 1977 e os futuros empreendimentos do promotor Al Zink no ramo não foram relacionados a NWA. Baseada em Vancouver estava a NWA All-Star Wrestling dos promotores Gene Kiniski e Sandor Kovac. A companhia fez parte da NWA até 1985, quando passou a reconhecer uma cooperativa ficcional conhecida como "Universal Wrestling Alliance."
No México, o principal membro da NWA foi a Empresa Mexicana de la Lucha Libre (agora chamada CMLL). Fundada em 1933, ela precede a criação da NWA. EMLL juntou-se a NWA mais tarde, mas rompeu com o grupo em 1980. Apesar de não ser um membro da NWA desde 1980, CMLL ainda reconhece três títulos com a linhagem da NWA: NWA Light Heavyweight Championship, NWA World Middleweight Championship e NWA World Welterweight Championship, defendidos exclusivamente em eventos da CMLL.
No Caribe, a World Wrestling Conselho, de propriedade de Carlos Cólon e sediada em Porto Rico, foi um membro de 1973 até 1988, quando o conceito de territórios tornou-se semi-obsoleto devido ao crescimento da WCW. A promoção-rival, Internacional Wrestling Association, fundada em 1994 por Victor Quiñones, fez parte da NWA, desde seu início até 2001.
A presença da NWA no Japão teve início em 1953, quando o atleta e promotor Rikidozan fundou a Japan Pro Wrestling Alliance, que rapidamente se tornou a principal promoção do país. Em 1972, os dois maiores nomes da JPWA, Giant Baba e Antonio Inoki deixaram a empresa para formar suas próprias promoções, All Japan Pro Wrestling (AJPW) e New Japan Pro Wrestling (NJPW), respectivamente. Como resultado, a JPWA logo encerrou suas atividades. AJPW tornou-se membro da NWA em sua criação, em 1973, e permaneceu até o final da década de 1980. A NJPW também fez parte da organização em vários pontos, entre 1975 e 1985, principalmente, a fim de ganhar o controle do NWA Junior Heavyweight Championship. Em 1992 e 1993, a NJPW juntou-se à NWA, mais uma vez, para re-estabelecer e promover o NWA World Heavyweight Championship, mas deixou a NWA quando WCW retirou-se. A NJPW voltou para a NWA em 2004, novamente pelo NWA Junior Heavyweight Championship. Entre a partida da NJPW em 1993 e o seu retorno em 2004, a representação da NWA no Japão foi espalhada por diferentes promoções independentes: a International Wrestling Association of Japan (1994-1996); a Wrestle Yome Factory (1995-1997), a Universal Fighting Arts Organization (1999-2000) e a Pro Wrestling Zero-One (2001-2004). Em junho de 2007, foi anunciado que a Inoki Genome Federation substituiria a NJPW como afiliada japonesa da NWA. Em fevereiro de 2008, no entanto, a New Japan retornou para a NWA. Na reunião anual, em 2010, a New Japan não renovou sua filiação. Em 2011, a Zero-One novamente tornou-se o representante japonês da NWA.
A marca da NWA foi utilizada em conjunto com Total Nonstop Action Wrestling (TNA), uma promoção iniciada  por Jeff Jarrett e por seu pai Jerry em 2002, que se retirou da NWA em 2004. Em 2004, a TNA negociou um novo contrato para licença de uso de nome da NWA dos títulos NWA World Heavyweight Championship e NWA World Tag Team Championship por dez anos. Em 13 de maio de 2007, a NWA anunciou que tinha terminado este contrato, revogando oficialmente o status dos títulos, os retirando de seus campeões e anunciando um torneio para novos campeões. Na realidade, ambos os lados queriam terminar o arranjo, já que a TNA queria seus próprios títulos e a NWA queria palavra final nas datas e nomes dos campeões.

### Recentes grandes promoções
A promoção mais proeminente NWA Estados Unidos, recentemente, foi NWA Wildside. Ela foi ao ar por 300 semanas consecutivas antes de fechar em abril de 2005, quando o promotor, Bill Behrens, assinou um contrato para trabalhar como distribuidor televisivo da WWE. Bill Behrens e Jerry Palmer começou a NWA Anarchy após o fechamento da Wildside. NWA Anarchy continua a transmitir programas de televisão semanalmente nos Estados Unidos e Canadá. NWA Pro Wrestling, de Los Angeles, gerenciada por David Marquez e John Rivera, tem tido bom resultados no sudoeste americano com estrelas da lucha libre. A NWA Championship Wrestling from Hollywood é exibida no sul da Califórnia.
A década de 1990 também trouxe o primeiro membro da União Europeia, NWA UK Hammerlock. Devido ao reconhecimento do campeão mundial da All Star Promotions e as diferenças de regras, a NWA não teve uma grande presença europeia.
Em 2008, uma nova promoção mexicana, NWA Mexico, gerenciada por Blue Demon, Jr. surgiu como afiliada. Demon, Jr. fez um impacto imediato ao vencer o NWA World Heavyweight Championship (o primeiro luchador mexicano a fazê-lo) sem qualquer envolvimento da EMLL. NWA Mexico foi extinta em 13 de novembro de 2013.

## Recentes programas de televisão

### NWA Wrestling Showcase
Em janeiro de 2008, a Colours TV da Dish Network e a NWA anunciaram que eles iriam começar a transmitir um programa de uma hora intitulado de NWA Wrestling Showcase. O show foi apresentado por David Marquez (com Rob Conway co-apresentando os primeiros quatro episódios), com comentários de Todd Kenneley, Kris Kloss e Rick Otazu. Dez episódios foram exibidos antes do início das reprises. Todos as lutas foram gravadas no Plaza Hotel, em Las Vegas, Nevada. Em janeiro de 2009, NWA Wrestling Showcase começou a transmitir episódios novos, desta vez, filmados em Hollywood, Califórnia.

### NWA Championship Wrestling from Hollywood
Em 12 de julho de 2010, a NWA e a KDOC-TV Los Angeles anunciaram uma parceria na produção de um programa com início para setembro de 2010.
NWA Championship Wrestling from Hollywood estreou em 17 de setembro de 2010. Em 9 setembro 9 de 2012, a promoção deixou a NWA.

## Equipe

### Liderança
Desde a fundação da NWA em 1948, houve vinte diferentes presidentes da organização. Em 2005, na sua reunião anual, a posição do Presidente foi abandonada em favor de um cargo de "Diretor Executivo". No entanto, depois de um processo contra a organização e seu agora ex-gestor, por um dos seus membros e  atual Proprietário/Presidente, R. Bruce Tharpe, a organização ficou sob posse de Tharpe por meio de uma holding. Posteriormente, o cargo de Diretor Executivo foi abandonado em favor de um retorno ao "Presidente".
| #  | Presidente                      | Mandato   | Promoção-base                                              |
| -- | ------------------------------- | --------- | ---------------------------------------------------------- |
| 1  | Paul "Pinkie" George            | 1948–1950 | NWA Iowa                                                   |
| 2  | Sam Muchnick                    | 1950–1960 | Sam Muchnick Sports Attractions / St. Louis Wrestling Club |
| 3  | Frank Tunney                    | 1960–1961 | Maple Leaf Wrestling                                       |
| 4  | Fred Kohler                     | 1961–1962 | NWA Chicago                                                |
| 5  | Karl Sarpolis                   | 1962–1963 | NWA Western States Sports                                  |
| 6  | Sam Muchnick                    | 1963–1975 | St. Louis Wrestling Club                                   |
| 7  | Jack Adkisson (Fritz Von Erich) | 1975–1976 | World Class Championship Wrestling                         |
| 8  | Edward Gossett (Eddie Graham)   | 1976–1978 | Championship Wrestling from Florida                        |
| 9  | Bob Geigel                      | 1978–1980 | Central States Wrestling                                   |
| 10 | Jim Crockett, Jr.               | 1980–1982 | Jim Crockett Promotions                                    |
| 11 | Bob Geigel                      | 1982–1985 | Central States Wrestling                                   |
| 12 | Jim Crockett, Jr.               | 1985–1986 | Jim Crockett Promotions                                    |
| 13 | Bob Geigel                      | 1986–1987 | Central States Wrestling                                   |
| 14 | Jim Crockett, Jr.               | 1987–1991 | Jim Crockett Promotions                                    |
| 15 | Jim Herd                        | 1991–1992 | World Championship Wrestling                               |
| 16 | Seiji Sakaguchi                 | 1992–1993 | New Japan Pro Wrestling                                    |
| 17 | Howard Brody                    | 1993–1995 | NWA Florida                                                |
| 17 | Dennis Coralluzzo               | 1993–1995 | Championship Wrestling America                             |
| 17 | Steve Rickard                   | 1993–1995 | All-Star Pro Wrestling                                     |
| 18 | Steve Rickard                   | 1995–1996 | All-Star Pro Wrestling                                     |
| 19 | Howard Brody                    | 1996–2001 | NWA Florida                                                |
| 20 | Jim Miller                      | 2001–2002 | NWA East/Pro Wrestling eXpress                             |
| 21 | Richard Arpin                   | 2002–2003 | NWA Tri-State                                              |
| 22 | Bill Behrens                    | 2003–2004 | NWA Wildside                                               |
| 23 | Ernie Todd                      | 2004–2005 | Canadian Wrestling Federation                              |
| 24 | Robert Trobich1                 | 2005–2012 | N/A                                                        |
| 25 | David Baucom1                   | 2012      | NWA Carolinas                                              |
| 26 | R. Bruce Tharpe                 | 2012–     | NWA World Class                                            |

1  Held title of "Executive Director"

### Hall da Fama da NWA
O Hall da Fama da National Wrestling Alliance (NWA) é um hall da fama de luta profissional mantido pela NWA. Ele foi criado em 2005 para honrar personalidades da luta profissional.

## Títulos e prêmios

### Atuais campeões
| Campeonato                         | Atual campeão(s)         | Reinado  | Data de vitória        | Dias com o título | Local                   | Notas                                                       | Ref.   |
| ---------------------------------- | ------------------------ | -------- | ---------------------- | ----------------- | ----------------------- | ----------------------------------------------------------- | ------ |
| NWA World Heavyweight Championship | Tyrus                    | 1        | 12 de novembro de 2022 | 899               | Chalmette, Louisiana    | Derrotou Trevor Murdoch e Matt Cardona no NWA Hard times.   | [ 18 ] |
| NWA World Women's Championship     | Serena Deeb              | 1        | 27 de outubro de 2020  | 1645+             | Long Beach, Califórnia  | Derrotou Thunder Rosa no UWN Primetime Live #7.             | [ 19 ] |
| NWA World Television Championship  | Elijah Burke             | 1        | 20 de outubro de 2020  | 1652+             | Los Angeles, Califórnia | Derrotou Zicky Dice no UWN Primetime Live #6.               | [ 20 ] |
| NWA World Tag Team Championship    | Aron Stevens e JR Kratos | 1 (1, 1) | 10 de novembro de 2020 | 1631+             | Long Beach, Califórnia  | Derrotaram Eli Drake e James Storm no UWN Primetime Live #9 | [ 21 ] |
| NWA National Championship          | Trevor Murdoch           | 1        | 29 de setembro de 2020 | 1673+             | Long Beach, Califórnia  | Derrotou Aron Stevens no UWN Primetime Live #3.             | [ 22 ] |